# Atrioventrikularknoten

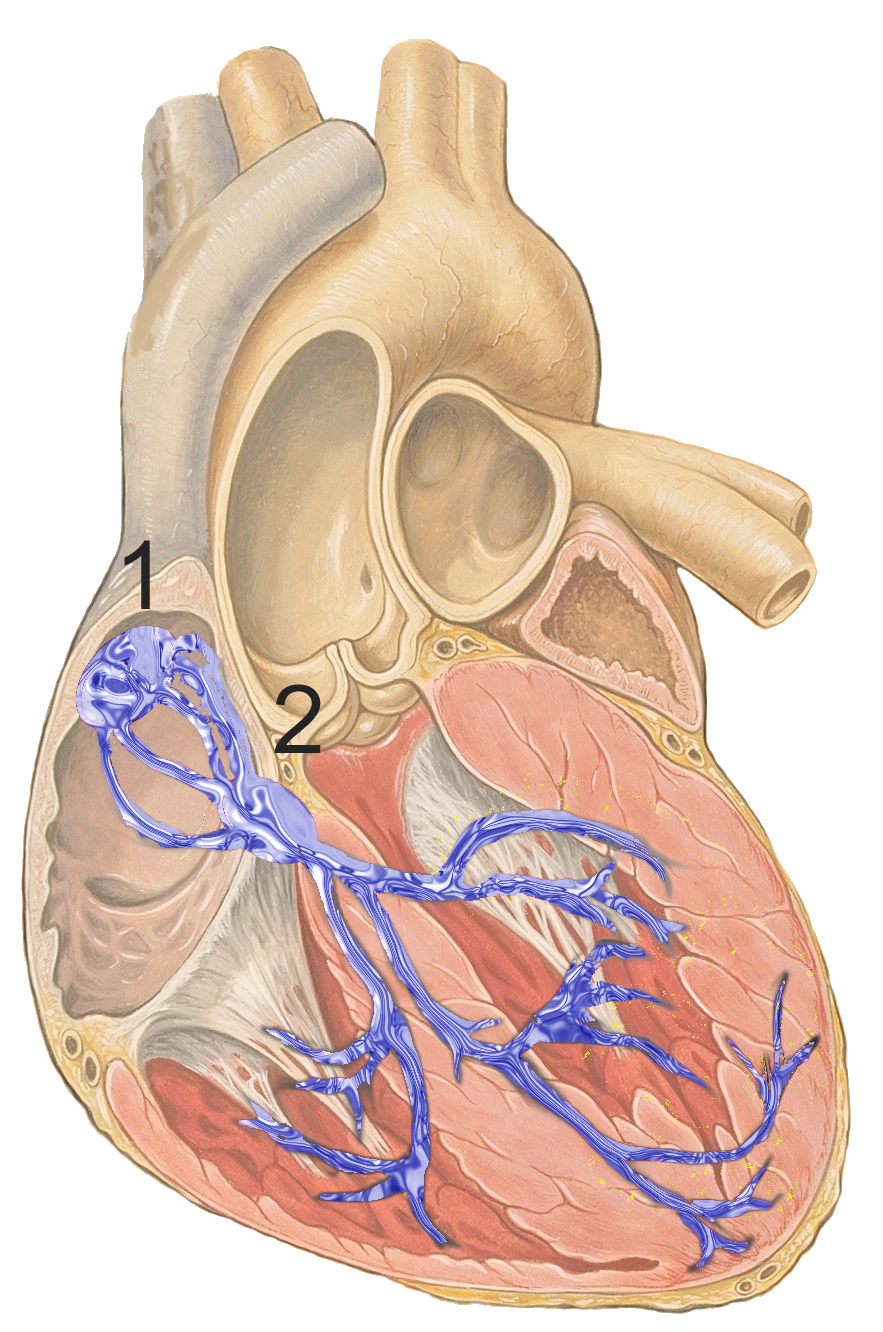
Schema des Herzens mit Erregungsleitungssystem in blau.
(1) Sinusknoten, (2) AV-Knoten

Der Atrioventrikularknoten (lat. Nodus atrioventricularis ‚Vorhof-Kammer-Knoten‘), kurz: AV-Knoten oder auch Aschoff-Tawara-Knoten (nach Ludwig Aschoff und dem japanischen Pathologen Sunao Tawara), liegt im Koch-Dreieck und gehört zum Erregungsleitungssystem des Herzens.
Er besteht aus spezialisierten Herzmuskelzellen und befindet sich in der Wand zwischen rechtem und linkem Vorhof an der Grenze zu den Herzkammern. Der AV-Knoten setzt sich fort in das His-Bündel, das sich wiederum in die beiden Tawara-Schenkel aufteilt.
Die vom Sinusknoten ausgehende Erregung wird über die Arbeitsmuskulatur der Vorhöfe weitergeleitet. Da diese aber durch das bindegewebige Herzskelett gegen die Kammern elektrisch isoliert sind, kann die Erregung nicht auf die Muskulatur der Kammern übergreifen.
Der AV-Knoten stellt die einzige elektrische Verbindung zwischen Vorhöfen und Kammern dar und besitzt mit 0,04–0,1 m/s die mit Abstand geringste Leitungsgeschwindigkeit des Herzens. So wird die Erregung mit starker Verzögerung auf die Kammern übertragen.
Diese Verzögerung, die im EKG der PQ-Zeit entspricht, ist von großer Bedeutung für die koordinierte Kontraktion von Vorhof- und Kammermuskulatur: Nach dem  Zusammenziehen  der Vorhöfe (Diastole der Kammer) erfolgt das Zusammenziehen der Kammern (Systole) erst mit etwas zeitlichem Abstand, was zu einer verbesserten Kammerfüllung beiträgt.
Fällt der Sinusknoten aus, dann übernimmt der AV-Knoten dessen Funktion, allerdings mit einer deutlich niedrigeren Frequenz von 40–50 min−1. Der AV-Knoten hat also auch die Fähigkeit zur spontanen elektrischen Depolarisation, die jedoch im Normalfall nicht zum Tragen kommt, da der Sinusknoten dem AV-Knoten seine höhere Frequenz „aufzwingt“.
Ist die elektrische Überleitung im AV-Knoten zu langsam oder blockiert, spricht man von einem AV-Block. Eine beschleunigte Überleitung zwischen Vorhof und Kammern unter Umgehung des AV-Knotens liegt zum Beispiel beim Wolff-Parkinson-White-Syndrom vor.